# جاك روبنسون (لاعب كرة قدم)
جاك روبنسون (بالإنجليزية: Jack Robinson)‏ (1 يناير 1887 ببرمنغهام في المملكة المتحدة - ) هو لاعب كرة قدم بريطاني (وحمل سابقاً جنسية المملكة المتحدة لبريطانيا العظمى وأيرلندا) في مركز الوسط. لعب مع أستون فيلا وستوك سيتي.